# Partido Operário Francês
O Partido Operário Francês (Parti ouvrier français ou POF em francês), que existiu entre 1880-1902, foi um partido político francês da Terceira República e primeiro partido marxista da França.
Partido revolucionário, seu objetivo era abolir o capitalismo e fundar uma sociedade socialista e comunista.